# Michalina Rudzińska
Michalina Rudzińska (ur. 22 stycznia 2002 w Suwałkach) – polska szachistka, mistrzyni międzynarodowa od 2023 roku. Mistrzyni Polski z 2022 i 2023 roku.

## Kariera szachowa
Sukcesy zaczęła odnosić w młodym wieku. W 2009 zdobyła w Chotowej tytuł wicemistrzyni Polski przedszkolaków. Trzykrotnie zdobyła medale mistrzostw Polski juniorek: złoty (Międzyzdroje 2010 – do 8 lat) oraz dwa srebrne (Jastrzębia Góra 2018 – do 16 lat, Szklarska Poręba 2019 – do 18 lat). Była dwukrotną medalistką mistrzostw Europy juniorek w szachach szybkich: srebrną (Tallinn 2019 – do 18 lat) i brązową (Tallinn 2014 – do 12 lat), jak również dziewięciokrotną medalistką mistrzostw Polski juniorek w szachach szybkich (w tym dwukrotną mistrzynią Polski: Wrocław 2014 – do 12 lat, Wrocław 2017 – do 16 lat) oraz trzykrotną medalistą Mistrzostw Polski juniorek w szachach błyskawicznych (w tym mistrzynią Polski: Koszalin 2016 – do 14 lat). Reprezentowała Polskę na mistrzostwach świata juniorek (2 razy) oraz mistrzostwach Europy juniorek (4 razy), najlepszy wynik uzyskując w 2018 w Porto Karas (VIII m. na MŚJ do 16 lat). 
W 2018 zwyciężyła w otwartym turnieju "Gwiazda Północy" w Jastrzębiej Górze. W 2020 w Pokrzywnej zdobyła tytuł mistrzyni Polski kobiet do 20 lat, a w kolejnej edycji tych zawodów (Pokrzywna 2021) zdobyła medal srebrny. W 2021 zadebiutowała w finale mistrzostw Polski kobiet, zajmując w Bydgoszczy IX miejsce. Największy sukces w dotychczasowej karierze odniosła w 2022 w Kruszwicy, zdobywając tytuł mistrzyni Polski kobiet, jednocześnie wypełniając pierwszą normę na tytuł arcymistrzyni. Osiągnięcie to było wyjątkowe, gdyż w stawce 10 utytułowanych zawodniczek posiadała najniższy ranking FIDE i najniższy tytuł szachowy Dodatkowo, tytuł zdobyła po 8 rundach, a więc na jedną rundę przed zakończeniem turnieju. W 2022 reprezentowała Polskę na 44. Olimpiadzie Szachowej w Ćennaju, natomiast w 2023 obroniła tytuł mistrzyni Polski, zwyciężając w mistrzostwach rozegranych w Warszawie.
Najwyższy ranking w dotychczasowej karierze osiągnęła 1 czerwca 2022 roku, z wynikiem 2315 punktów.